# Pointe Rénod
La pointe Rénod est un sommet situé dans le massif de la Vanoise, en Savoie, dans la commune de Saint-André.

## Toponymie
Adolphe Gros indique que la pointe Rénod est nommée d'après un « nom d'homme — Johannes Reynaudi, à Orelle. » L'information repose sur la visite pastorale de l'évêque de Grenoble, Aymon de Chissé, de 1444.

## Géographie
La pointe Rénod est située au nord-est du rocher Rénod et au sud de la pointe du Bouchet.

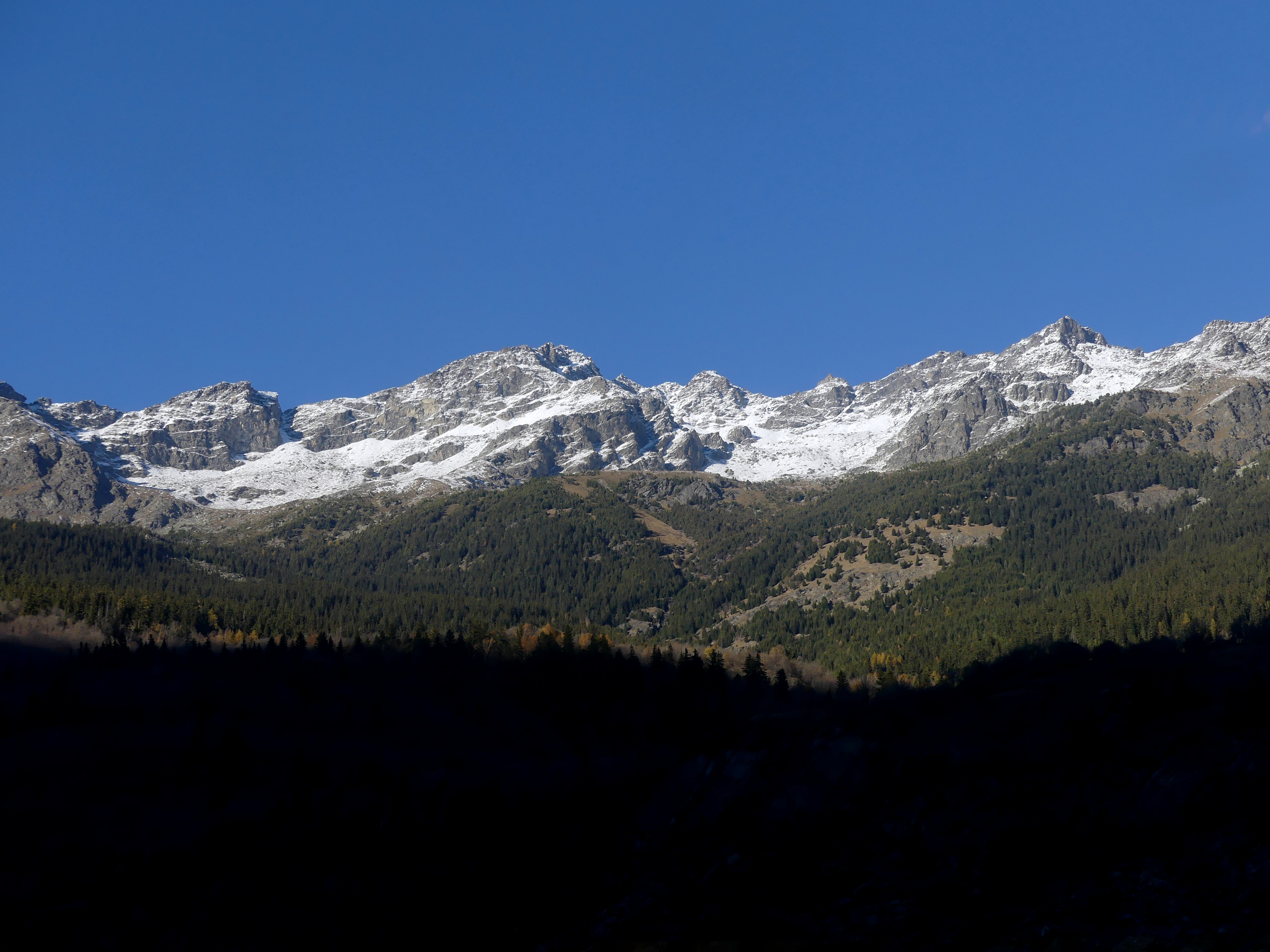
Vue du rocher Rénod et de la pointe Rénod depuis le sud-est.
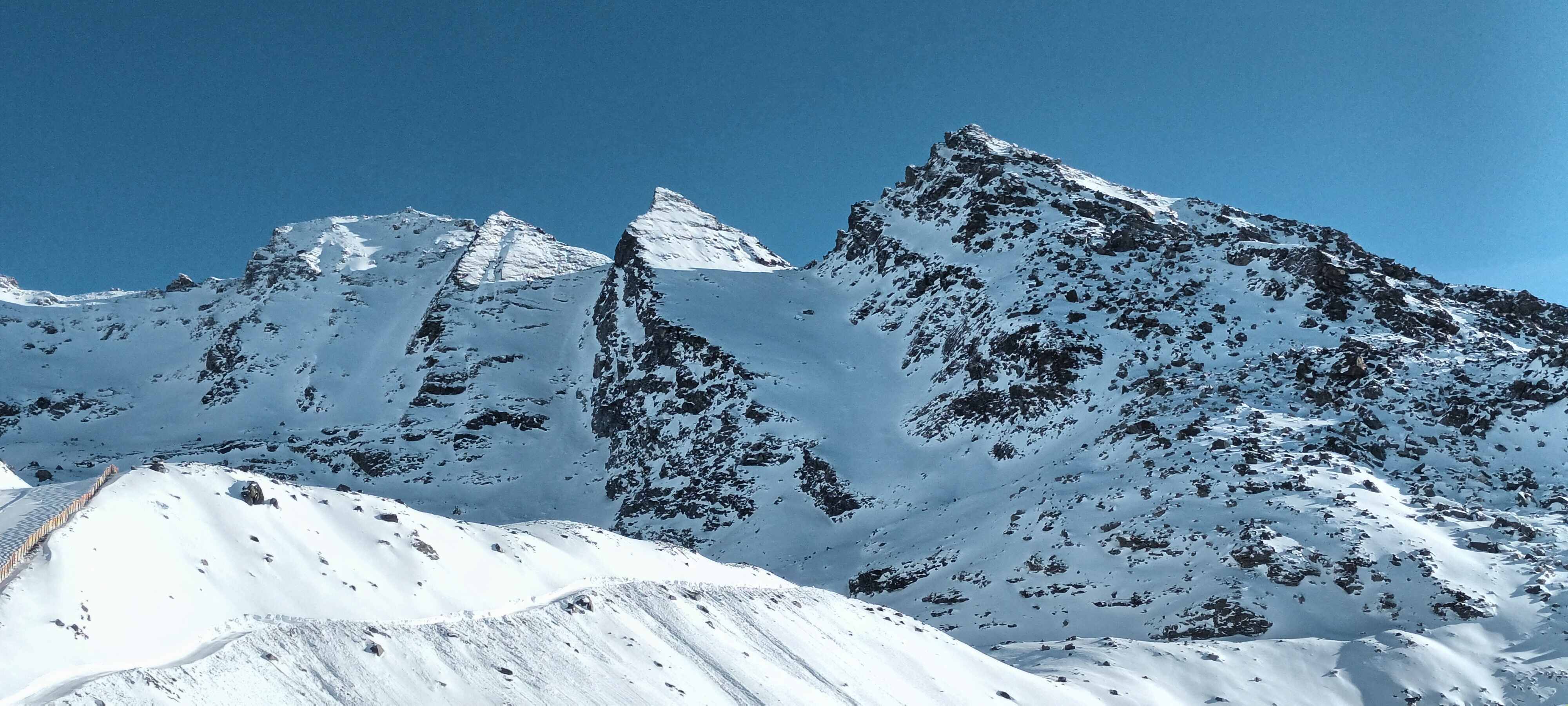
Vue des trois pointes australes depuis la droite et de la pointe Rénod à gauche (depuis la piste « Peyron » à Orelle).
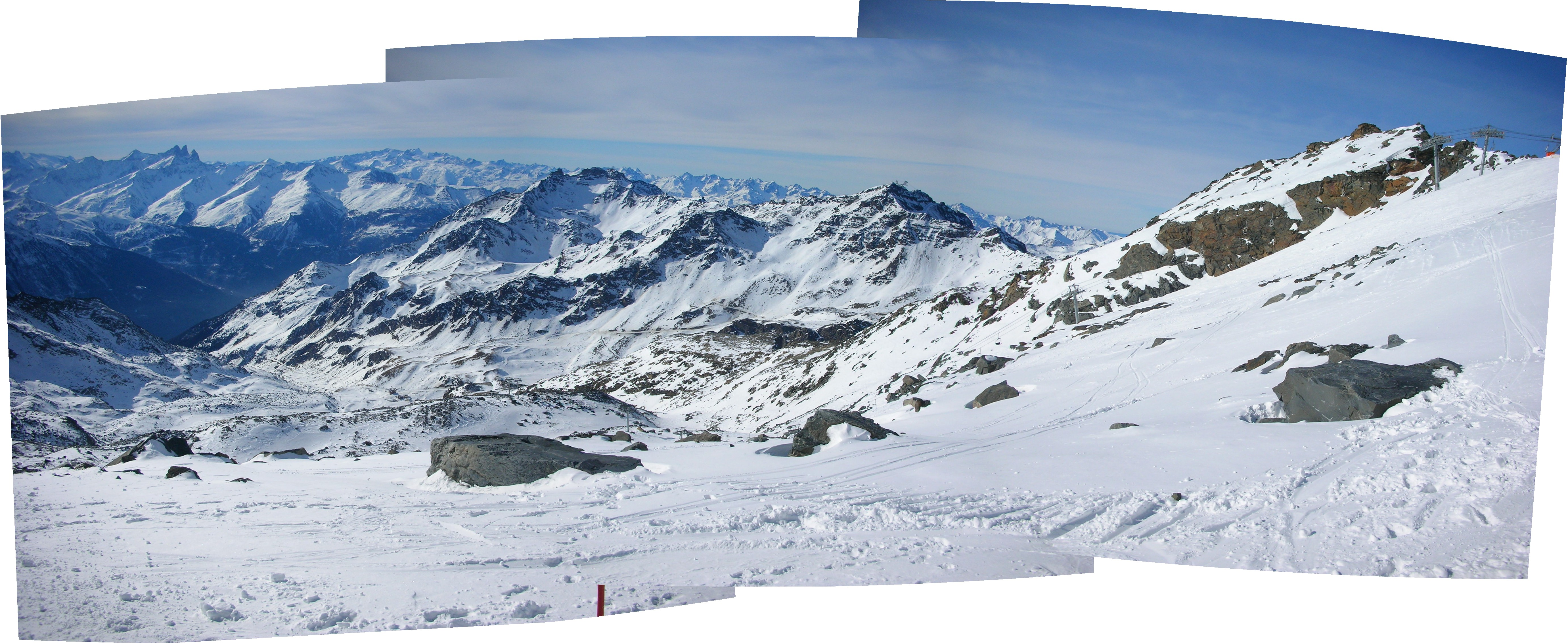
Vue depuis la pointe Rénod en direction de l'ouest-sud-ouest.

## Accès
L'accès à la pointe Rénod étant très difficile depuis Saint-André, il est préférable de gravir du côté d'Orelle où le télésiège du Bouchet peut amoindrir l'effort pour passer par les crêtes ensuite.